# Christine Ott (Musikerin)

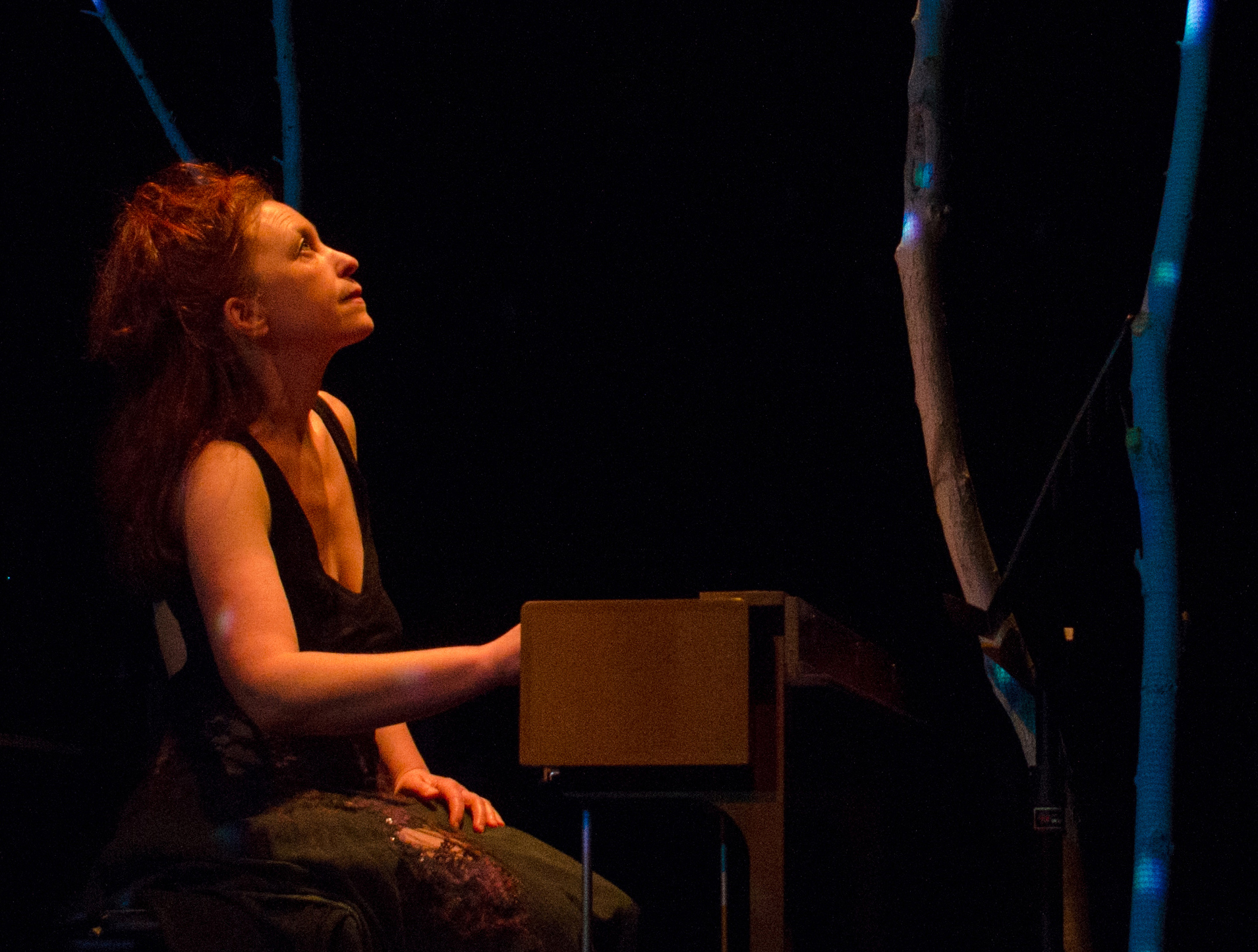
Christine Ott mit Ondes Martenot (2013)

Christine Ott (* 1963 in Straßburg) ist eine französische Musikerin und Komponistin. Sie ist eine Spezialistin für Ondes Martenot.

## Leben
Christine Ott studierte Ondes Martenot bei Jeanne Loriod am Pariser Konservatorium und Musikwissenschaften an der Universität Straßburg. Ott war zehn Jahre lang Mitglied der Gruppe von Yann Tiersen und trat mit Radiohead, Tindersticks, Syd Matters, DAAU, This Immortal Coil und Jean-Philippe Goude auf. Seit 1997 lehrt Ott Ondes Martenot am Conservatoire National Strasbourg.
2011 drehte sie den Soundtrack zu Roland Edzards Film La fin du silence, den die Regisseure in Cannes ausgewählt hatten. 2018 drehte sie den Soundtrack für Phuttiphong Aroonphengs Manta Ray, Teil ihres Schneeglöckchen-Projekts. Der Film erhielt den Preis für den besten Film bei den Internationalen Filmfestspielen von Venedig 2018 Auswahl Orizzonti.

## Persönliche Arbeit

### Studioalben
- 2009: Solitude Nomade
- 2016: Only Silence Remains
- 2016: TABU
- 2020: Chimères (pour Ondes martenot)
- 2020: Volutes, Musik von Snowdrops (Ott / Gabry)
- 2021: Time to Die

### Cine-Konzerte
- 2012: Tabu von F. W. Murnau
- 2013: Nanook of the North von Robert Flaherty
- 2014: „Lotte, mon amour“ von Lotte Reiniger

### Soundtrack
- 2011: La Fin du silence von Roland Edzard
- 2016: Minute Bodies von F. Percy Smith, Musik von Tindersticks und Christine Ott.
- 2018: Manta Ray von Phuttiphong Aroonpheng, Musik von Snowdrops

## Kooperationen

### Auswahl an Studioalben
- 2001: L’Absente von Yann Tiersen
- 2002: C’était ici von Yann Tiersen
- 2004: Tout sera comme avant von Dominique A
- 2005: Les Retrouvailles von Yann Tiersen
- 2005: Le point de côté von Dominique Petitgand
- 2005: Plays the Residents von Narcophony
- 2006: On Tour von Yann Tiersen
- 2008: Aux solitudes von Jean-Philippe Goude
- 2008: Ghost Days von Syd Matters
- 2009: The dark age of love von This Immortal Coil (Bonnie Prince Billy, Matt Elliott, DAAU …)
- 2013: Ghost surfer von Cascadeur
- 2016: Unworks & Rarities von Oiseaux-Tempête
- 2017: EARTH von Foudre! (side-project von Mondkopf, Saåad und Frédéric D. Oberland)
- 2017: Broken Homeland von Valparaiso

### Filmmusik
- 2001: Le fabuleux destin d’Amélie Poulain von Jean-Pierre Jeunet, Musik von Yann Tiersen
- 2008: 35 rhums von Claire Denis, Musik von Tindersticks
- 2008: Tabarly von Pierre Marcel, Musik von Yann Tiersen
- 2011: Claire Denis Film Scores von Tindersticks
- 2011: Où va la nuit von Martin Provost, Musik von Hugues Tabar-Noval